# 岡崎百合子
岡崎 百合子（おかざき ゆりこ、7月27日 - ）は、日本の女優。福島県出身。血液型はB型。

## 人物紹介

### 経歴・特色
- 1999年 俳優塾入塾
- 2000年 劇団初舞台入団
- 身長177cmとモデルなみの長身。

### 特技
- タップダンス
- 英会話

### 資格
- (社)全国乗馬倶楽部振興協会認定ライセンス3級、PADI オープン・ウォーター・ダイバー

## 出演作品

### 舞台
- 時の物置
- アパートの部屋貸します
- 楽屋
- ジプシー
- 終着駅の向こうには…
- 夢より遠い場所
- 見果てぬ夢
- アダルト・チルドレン(劇団初舞台)(2005年 東京芸術劇場)
- 満月の夜は騒がしい(STARS Company)(2006年 東京芸術劇場）

### TV
- 奇跡体験!アンビリバボー(フジテレビ)